# Pierre Robert Olivétan
Pour les articles homonymes, voir Olivétan.
Œuvres principales
- La Bible Qui est toute la Saincte escripture (bible dite d'Olivétan ; 4 juin 1535 - chez Pierre de Vingle à Serrières (Neuchâtel), réédition en 1540 - chez Jean Girard à Genève)

Louis Olivier, ou Pierre Robert, surtout connu sous le nom de Pierre Robert Olivétan (1506-1538), est un érudit humaniste français né à Noyon vers 1506 et mort à Rome en 1538. Cousin de Jean Calvin, il est l'auteur de la première traduction protestante de la Bible en français à partir des textes originaux (en hébreu et en grec) : la bible dite d'Olivétan.
Son œuvre de prédicateur réformé et de traducteur le conduisit à multiplier les pseudonymes astucieux afin de ne pas cumuler sur sa tête les risques de condamnation. Ainsi se nomme-t-il au fil des éditions et des documents : P. Robertus Olivetanus, Robertus Olivetanus, Robertus, Pierre Robert, Pierre Trebor, Kepha, Pierre ou Louis (dans la correspondance des réformateurs), Olivet, Belisem, Belisem de Belimakom, Louis Olivier enfin dans la seule lettre authentique que les archives de Neuchâtel conservent de lui.

## Biographie
On sait assez peu de choses à son propos. Il naît à Noyon et il est réputé être cousin de Jean Calvin, qu'il connaît probablement très jeune puisque leurs pères respectifs sont au service de l'évêque de cette ville. Il étudie avec Calvin à Paris où il est en relation avec Guillaume Farel et l'entourage de Jacques Lefèvre d'Étaples (le Cénacle de Meaux). Selon Théodore de Bèze, il est celui qui initia Jean Calvin, qu'il suit à Orléans, à la question de la Réforme.
En 1528, il doit quitter Orléans où  il est inquiété pour ses idées « luthériennes », et se réfugie à Strasbourg où il étudie auprès de Martin Bucer et de Wolfgang Capiton.
Vers la fin de 1529, il est à Genève, où il devient membre de l'équipe de prédicateurs de Guillaume Farel chargée de répandre les idées des réformateurs protestants dans la République de Genève et la Baronnie de Vaud. Il exerce les fonctions de maître d'école, d'abord à Lausanne, en 1529. Puis, recommandé à Guillaume Farel par Boniface Wolfhard, il est engagé comme maître d'école par le conseil de la ville de Neuchâtel en 1531.
Le Synode vaudois de Chanforan, qui rassembla 120 « barbes »,, c'est-à-dire les prédicateurs itinérants vaudois, près du village d'Angrogne du 12 au 17 septembre 1532, le charge d'établir une traduction en français de la Bible. Les membres de l'Assemblée n'hésitent pas à investir dans l'affaire une somme que l'on estime à plus de 800 écus d'or (soit plus de 1 800 livres tournois en monnaie de compte). Toutes les estimations indiquent que cette somme servit non seulement à traduire la Bible, mais à équiper les réformés d'une imprimerie indépendante de toute tutelle catholique. Pour financer cette édition, à condition que Pierre Robert Olivétan reste parmi eux et qu'il continue d'exercer le métier de maître d'école pendant qu'il établira le texte.
Pierre Robert Olivétan n'a, néanmoins, probablement pas assisté au Synode de Chanforan. La première édition de sa bible, inclut, après la préface une « Apologie du traducteur » dans lequel il écrit « Je suis assez records que toi Cusemeth et toi Almeutes, menés de l'esprit de Dieu pour les grâces qu'il lui a plu vous donner (quant à l'intelligence de l'Écriture), allâtes trois ans y a visiter les Églises chrétiennes nos bons frères. Et vous étant assemblés (comme est de coutume) pour conférer et traiter de l’Écriture Sainte... advisâtes que tant de sectes et hérésies, tant de troubles et tumultes sordaient en ce temps au monde, et que tout cela venait pour l'ignorance de la parole de Dieu. Voyant aussi les exemplaires du Vieil et Nouveau Testament en langue vulgaire qui étaient entre nous écrits à la main depuis si longtemps qu'on n'en a point de souvenance ne pouvoir servir sinon à peu de gens, admonestâtes tous les autres frères pour l'honneur de Dieu et bien de tous les chrétiens ayant connaissance de la langue française, et pour la ruine de toute fausse doctrine répugnante à vérité : qu'il serait grandement expédient et nécessaire de repurger la Bible selon les langues hébraïques et grecques en langage français. À quoi iceux nos frères se sont joyeusement et de bon cœur accordés, eux employants et évertuants à ce que cette entreprise vînt à effet ».
La préface qu'il rédige pour la première édition de sa traduction indique qu'il a terminé celle-ci « Des Alpes », le 12 février 1535.
En mars 1535, il est à Serrières pour vérifier les épreuves de l'imprimeur, puis retourne en juillet 1535 dans les vallées vaudoises du Piémont.
De 1536 à 1538, il exerce le métier de maître d'école à Genève où il est aussi le précepteur des enfants du conseiller municipal Jean Chautemps.
En 1538, il voyage en Italie. Sa mort survint probablement en août, à Rome, où il est peut-être empoisonné.

## La traduction de la Bible

### La «Bible des Martyrs» ou Bible d'Olivétan
La Bible d'Olivétan a souvent été nommée « Bible des Martyrs » par les historiens protestants, en référence aux répressions féroces dont les vaudois du Piémont, de Provence et de Calabre furent l'objet. Elle est aujourd'hui connue sous le nom de « bible d'Olivétan ». Elle est publiée le 4 juin 1535 sur les presses de l'imprimerie de Pierre de Vingle, située à Neuchâtel, à la rue des Moulins. En raison sans doute des papeteries présentes dans le vallon de la Serrière, on a longtemps pensé toutefois que l'imprimeur s'était installé dans ce quartier de Serrières à l'est de la ville de Neuchâtel. Traditionnellement, la Bible a de ce fait également été appelée « bible de Serrières ».

## Autres ouvrages

### En tant qu'auteur
- Belisem d'Utopie (Pierre Robert Olivétan), L'Instruction dés enfants, contenant la maniere de prononcer et escrire en françoys. Lés dix commandemens. Lés articles de la Foy. L'oraison de Jesus Christ. La salutation angelique. Avec la declaration d'iceux, faicte en maniere de recueil, dés seulles sentences de l'escriture saincte. Item, lés figures dés siphres, et leurs valeurs., Serrières, Pierre de Wingle, 1533, 64 p. (lire en ligne)[13].
- Belisem d'Utopie (Pierre Robert Olivétan), L'Instruction dés enfants, contenant la maniere de prononcer et escrire en françoys. Lés dix commandemens. Lés articles de la Foy. L'oraison de Jesus Christ. La salutation angelique. Avec la declaration d'iceux, faicte en maniere de recueil, dés seulles sentences de l'escriture saincte. Item, lés figures dés siphres, et leurs valeurs., Genève, Jean Girard, 1537, 149 p. (lire en ligne)[14].
- Belisem de Belimakon (Pierre Robert Olivétan), Les Psalmes de David translatez d'ebrieu en francoys, Genève, Jean Girard, 1537, 213 p.[15]

### En tant qu'éditeur
- Pierre Robert Olivétan et Jacques Lefèvre d’Étaples, Le nouveau testament de nostre seigneur et seul sauveur Jesus Christ. Les noms des livres contenuz au Nouveau Testament (table de 34 lignes). : Ce nouveau testament a esté de nouveau imprimé en telle grosse lettre que vous voyez, pour plus aysement et facilement lire une tant saincte lecture. Avec une briefve table des plus singulieres et nécessaires matieres comprises en iceluy., Serrière, Pierre de Vingle, 1534, 97 p. (une édition du nouveau testament traduit par Jacques Lefèvre d’Étaples)[16].

## Postérité
En 2003, l'Église réformée de France regroupe plusieurs activités d'éditions protestantes sous le nom d'Éditions Olivétan en hommage à ce traducteur. La maison d'édition est issue du journal protestant de la région lyonnaise Réveil, qui avait repris les éditions Les bergers et les mages et la SED.